# ستيفان هيدلاند
ستيفان هيدلاند (بالسويدية: Stefan Hedlund)‏ هو اقتصادي سويدي، ولد في 20 ديسمبر 1953.